# فؤاد المطيري
فؤاد المطيري (مواليد 1 أغسطس 1986) هو لاعب كرة قدم سعودي.
كانت بداياته مع نادي الحزم و انتقل إلى نادي الرائد في عام 2013 و عاد إلى نادي الحزم في عام 2015 و وقع مع نادي الخلود في عام 2016 .

## وصلات خارجية
- فؤاد المطيري على موقع Soccerway.com (الإنجليزية)